# SDF Group
SAME Deutz-Fahr (SDF) er en italiensk multinational fabrikant af jordbrugsredskaber og -maskiner, her i blandt traktorer og mejetærskere. Der bygges traktorer under SAME (Società Accomandita Motori Endotermici), Lamborghini, Hürlimann og Deutz-Fahr mærkerne og mejetærskere under Deutz-Fahr og Đuro Đaković mærkerne.
Koncernen har hovedsæde i Treviglio i Italien. I 2012 var omsætningen på 1,188 mia. Euro og der var 2.604 medarbejdere.

## Historie
SAME (Società accomandita motori endotermici) virksomheden er etableret i Treviglio (Bergamo) af Eugenio og Francesco Cassani i 1942, under 2. verdenskrig, mens der var mangel på materialer og begrænset kapacitet.
I slutningen af 1920'erne havde Francesco Cassani designet en traktor med en dieselmotor. I 1930'erne blev også designet dieselmotorer til lastbiler, både og flymotorer.
I 1948 med en lille 10 HK traktor, gjorde han sin kommercielle entre indenfor traktorer. I 1971 overtages traktorfabrikanten Lamborghini Trattori S.p.A..
I 1995 opkøbte SAME Deutz-Fahr af tyske KHD og indførte det nuværende navn SAME Deutz-Fahr (SDF). I 2013 indgås en samarbejdsaftale med Claas om udvikling af traktorer fra 70-110 HK.